# Persone di nome Tiziano
| Questa pagina contiene informazioni ricavate automaticamente dalle voci biografiche con l'ausilio del template Bio e di un bot. L'aggiornamento è periodico e automatico e ricostruisce completamente la pagina. Se manca una persona in questa lista, sei pregato di non aggiungerla, ma accertati piuttosto che la sua voce biografica contenga il template Bio e che i dati anagrafici siano correttamente compilati. Se il template Bio manca, inseriscilo tu stesso o, in alternativa, metti l'avviso {{tmp\|Bio}} che ne segnala la mancanza. Se i dati riportati sono sbagliati, correggi direttamente la voce biografica; le modifiche saranno visibili in questa lista entro pochi giorni. Per chiarimenti vedi il progetto antroponimi. La lista contiene solo le 56 persone che sono citate nell'enciclopedia e per le quali è stato implementato correttamente il template Bio. Pagina aggiornata al 22 lug 2025. |

Questa è una lista di persone presenti nell'enciclopedia che hanno il nome Tiziano, suddivise per attività principale.

## Allenatori di calcio(2)
- Tiziano Ascagni, allenatore di calcio e ex calciatore italiano (Voghera, n. 1954)
- Tiziano Polenghi, allenatore di calcio e ex calciatore italiano (Vizzolo Predabissi, n. 1978)

## Arbitri di calcio(1)
- Tiziano Pieri, ex arbitro di calcio italiano (Genova, n. 1971)

## Archeologi(1)
- Tiziano Mannoni, archeologo e storico italiano (Parma, n. 1928 - Genova, † 2010)

## Calciatori(8)
- Tiziano Ballarin, calciatore italiano (Milano, n. 1899 - Milano, † 1978)
- Tiziano Correa, calciatore uruguaiano (Madrid, n. 2004)
- Tiziano Manfrin, calciatore italiano (Sandrigo, n. 1954 - San Benedetto del Tronto, † 2012)
- Tiziano Mutti, ex calciatore e allenatore di calcio italiano (Trescore Balneario, n. 1952)
- Tiziano Panozzo, ex calciatore italiano (Roana, n. 1949)
- Tiziano Quarella, ex calciatore e allenatore di calcio italiano (Bussolengo, n. 1958)
- Tiziano Ramon, ex calciatore italiano (Treviso, n. 1971)
- Tiziano Stevan, calciatore italiano (Cassola, n. 1946 - Genova, † 2021)

## Cantautori(2)
- Tiziano Cantatore, cantautore e giornalista italiano (Milano, n. 1952)
- Tiziano Ferro, cantautore, paroliere e produttore discografico italiano (Latina, n. 1980)

## Cestisti(1)
- Tiziano Lorenzon, ex cestista italiano (Treviso, n. 1961)

## Ciclisti su strada(1)
- Tiziano Dall'Antonia, ex ciclista su strada italiano (Vittorio Veneto, n. 1983)

## Dirigenti sportivi(1)
- Tiziano De Patre, dirigente sportivo, allenatore di calcio e ex calciatore italiano (Notaresco, n. 1968)

## Disegnatori(1)
- Tiziano Scanu, disegnatore italiano (Gergei, n. 1964)

## Giornalisti(3)
- Tiziano Crudeli, giornalista e opinionista italiano (Forlì, n. 1943)
- Tiziano Marcheselli, giornalista, scrittore e pittore italiano (Parma, n. 1939 - Parma, † 2011)
- Tiziano Terzani, giornalista e scrittore italiano (Firenze, n. 1938 - Pistoia, † 2004)

## Lottatori(1)
- Tiziano Corriga, lottatore italiano (Savona, n. 1984)

## Militari(1)
- Tiziano Della Ratta, militare italiano (Sant'Agata de' Goti, n. 1978 - Maddaloni, † 2013)

## Musicisti(2)
- Tiziano Lamberti, musicista, compositore e attore italiano (Torino, n. 1968)
- Tiziano Ricci, musicista, bassista e violoncellista italiano (Verona, n. 1956)

## Pallavolisti(1)
- Tiziano Mazzone, pallavolista italiano (Roma, n. 1995)

## Patrioti(1)
- Tiziano Zalli, patriota, attivista e banchiere italiano (Lodi, n. 1830 - Lodi, † 1909)

## Piloti di rally(1)
- Tiziano Siviero, copilota di rally italiano (Bassano del Grappa, n. 1957)

## Poeti(1)
- Tiziano Rossi, poeta italiano (Milano, n. 1935)

## Politici(5)
- Tiziano Arlotti, politico italiano (Rimini, n. 1959)
- Tiziano Motti, politico e musicista italiano (Reggio nell'Emilia, n. 1966)
- Tiziano Tagliani, politico italiano (Ferrara, n. 1959)
- Tiziano Tessitori, politico italiano (Sedegliano, n. 1895 - Udine, † 1973)
- Tiziano Treu, politico e giurista italiano (Vicenza, n. 1939)

## Poliziotti(1)
- Tiziano Granata, poliziotto italiano (n. 1978 - Piraino, † 2018)

## Registi(3)
- Tiziano Gaia, regista, scrittore e produttore cinematografico italiano (Torino, n. 1975)
- Tiziano Longo, regista e sceneggiatore italiano (Rimini, n. 1924 - Rimini, † 1978)
- Tiziano Russo, regista e sceneggiatore italiano (Nardò, n. 1985)

## Rugbisti a 15(1)
- Tiziano Pasquali, rugbista a 15 italiano (Roma, n. 1994)

## Sciatori alpini(1)
- Tiziano Bieller, ex sciatore alpino italiano (Aosta, n. 1956)

## Scrittori(3)
- Tiziano Fratus, scrittore e poeta italiano (Bergamo, n. 1975)
- Tiziano Scarpa, romanziere, drammaturgo e poeta italiano (Venezia, n. 1963)
- Tiziano Sclavi, scrittore e fumettista italiano (Broni, n. 1953)

## Scultori(1)
- Tiziano Aspetti, scultore italiano (Padova, n. 1559 - Pisa, † 1606)

## Storici dell'arte(1)
- Tiziano Panconi, storico dell'arte italiano (Pescia, n. 1969)

## Teologi(1)
- Tiziano, teologo italiano (Ceneda)

## Ultramaratoneti(1)
- Tiziano Marchesi, ultramaratoneta italiano (Sant'Angelo Lodigiano, n. 1969)

## Velisti(1)
- Tiziano Nava, velista italiano (Laveno-Mombello, n. 1958)

## Vescovi(1)
- Tiziano di Oderzo, vescovo e santo italiano (Heraclia - Oderzo, † 632)

## Senza attività specificata(1)
- Tiziano Crotti, tecnico del suono italiano (Lazise, n. 1956)